# 2002 NY40
2002 NY40 ist ein kleiner erdnaher Asteroid des Apollo-Typs, der am 14. Juli 2002 durch die automatische Himmelsüberwachung LINEAR (Lincoln Near Earth Asteroid Research) entdeckt wurde. Der Asteroid hat einen geschätzten Durchmesser von etwa 280 Metern.